# Договор в Монпелье
Договор в Монпелье (фр. Traité de Montpellier) — договор, подписанный в Монпелье 18 октября 1622 года между королем Франции Людовиком XIII и лидером гугенотов Анри де Роганом. Договор последовал за неудачной осадой королем Монпелье и завершил военные действия между французскими роялистами и гугенотами. Кроме того, он подтвердил принципы Нантского эдикта, позволив гугенотам сохранить свои многочисленные форты и гарнизоны.